# Amélia de Orleães
Amélia de Orleães (nome completo em francês: Marie Amélie Louise Hélène d’Orleães; Twickenham, 28 de setembro de 1865 – Le Chesnay, 25 de outubro de 1951) foi a esposa do rei Carlos I e a última Rainha Consorte de Portugal e Algarves de 1889 até ao assassinato do marido em 1908. Era a filha mais velha do príncipe Luís Filipe, Conde de Paris, pretendente ao trono francês, e de sua esposa, a princesa Maria Isabel de Orleães.

## Primeiros anos

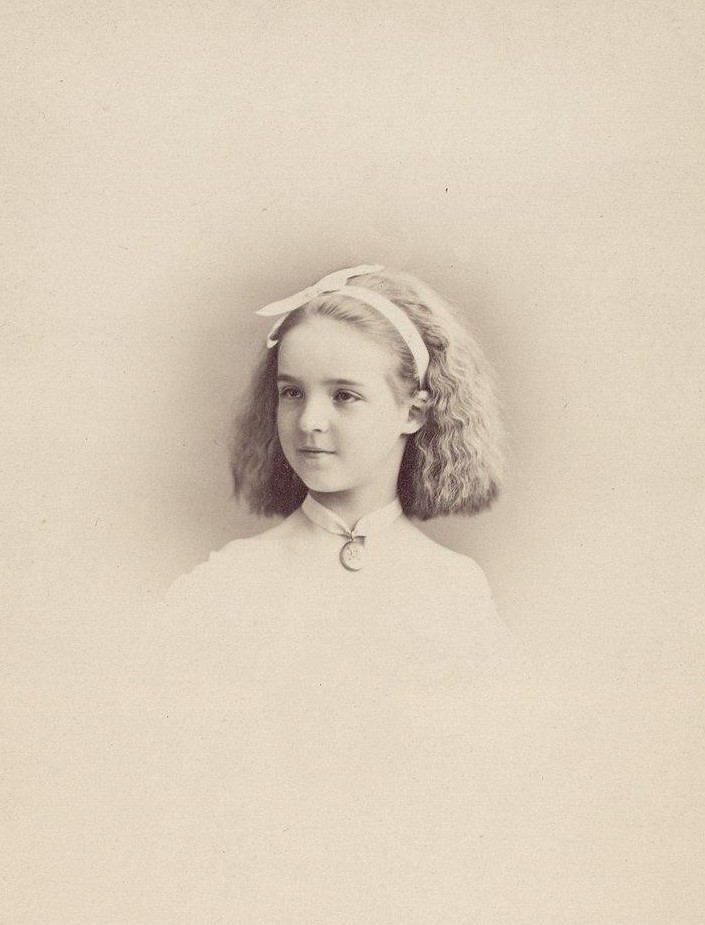
Amélia, quando criança, c. 1870

D. Amélia era a filha primogénita de Luís Filipe, Conde de Paris, neto do último rei da França, Luís Filipe I, e como tal pretendente ao trono francês, e de Maria Isabel de Orleães, infanta da Espanha, filha de Antônio, Duque de Montpensier. Através de sua irmã Luísa, D. Amélia é tia-avó do rei emérito Juan Carlos I da Espanha.
D. Amélia passou parte da infância em Inglaterra, onde nasceu, devido ao exílio a que a sua família estava sujeita desde que Napoleão III assumira o poder na França, em 1848. Somente após a queda do império, em 1871, os Orleães puderam regressar ao país. A princesa teve então a esmerada educação reservada às princesas, embora o seu pai apenas fosse pretendente à coroa.
A princesa cresceu em grandes palácios e frequentemente viajava para a Áustria e Espanha, onde visitava seus parentes da família real espanhola (sua avó materna era filha de Fernando VII). D. Amélia adorava teatro e ópera. Uma ávida leitora, escrevia aos seus autores favoritos e além disso, tinha dons para a pintura.

## Casamento

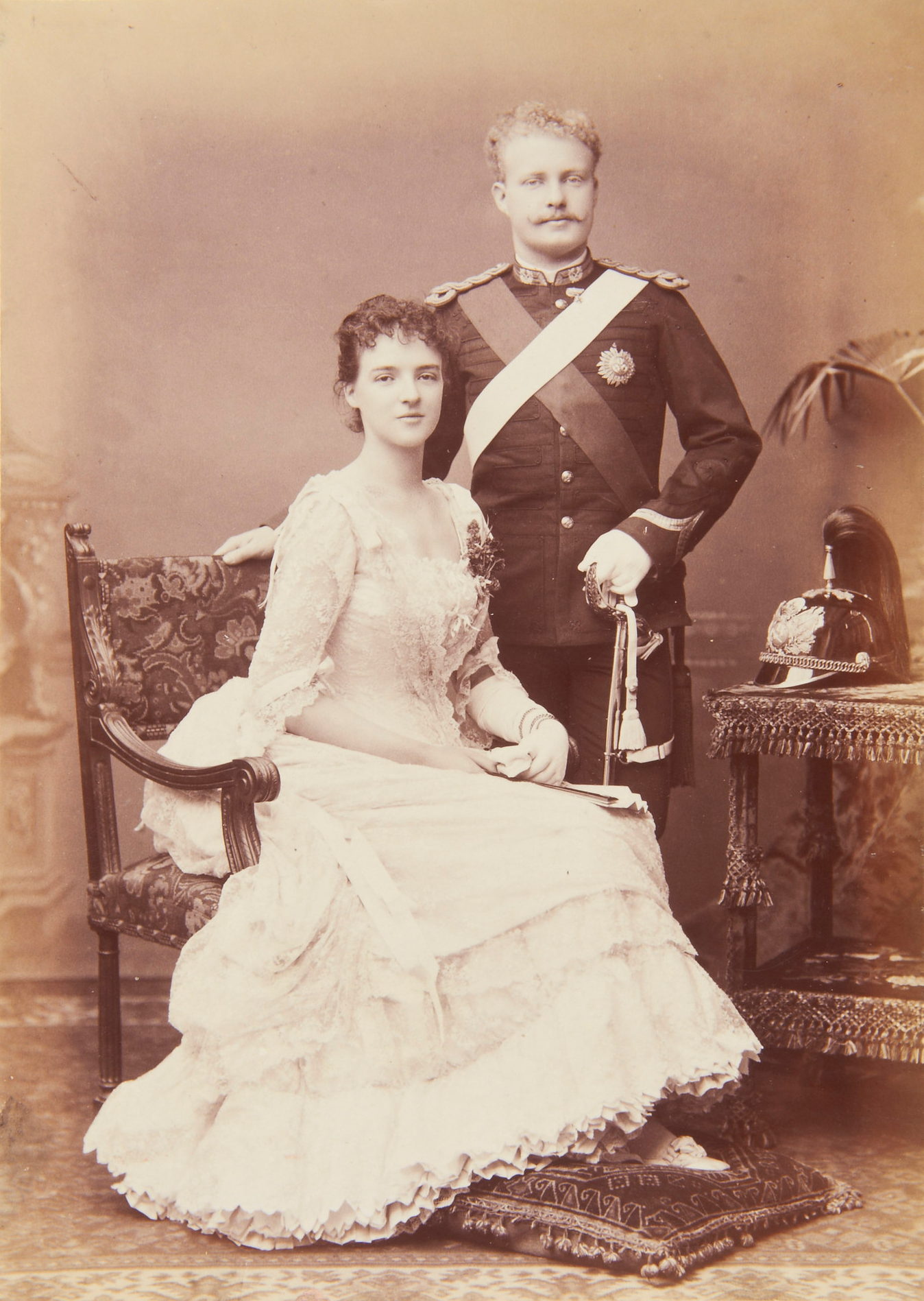
Amélia e Carlos em 1886

O matrimónio de Amélia de Orleães com o príncipe real Carlos, Duque de Bragança, ocorreu após falharem várias hipóteses de uma união com a família imperial austríaca e a família real espanhola.
Quando viu D. Carlos (seu futuro marido) pela primeira vez, em 1886, deparou com um jovem de ar afável, cujo rosto, enquadrado por bonitos caracóis loiros, ainda se encontrava muito próximo da infância. Cheio de vida e alegria, seguro de si em todos os aspectos, tinha também a paixão pela caça. D. Amélia deixou-se encantar por ele, apesar de registar o facto de ser mais baixo do que ela (D. Carlos media 1,76 m e D. Amélia media 1,82 m). 
Apesar do casamento arranjado, Amélia e Carlos apaixonaram-se um pelo outro. A 18 de maio de 1886, a futura Duquesa de Bragança partiu de França. Ao chegar à Pampilhosa, terá descido do comboio com o pé esquerdo. No dia seguinte, em 19 de maio, às 5 horas da tarde, a princesa conheceu a corte em Lisboa, que estava à sua espera. Foi bem recebida pelos sogros, o rei D. Luís I e a rainha D. Maria Pia. O casamento foi celebrado no dia 22 de maio de 1886, na Igreja de São Domingos, e grande parte do povo lisboeta saiu às ruas para acompanhar a cerimónia. Acerca da sua noite de núpcias afirmou: «meu marido soube vencer a minha timidez com palavras e carícias, tão pacientes quão delicadas…». O Duque e a Duquesa de Bragança mudaram-se para sua nova residência, o Palácio de Belém, onde nasceriam os dois filhos: Luís Filipe e o futuro Manuel II de Portugal. Também tiveram uma filha, Maria Ana, nascida em 14 de dezembro de 1887, mas morreu poucos momentos após nascer.

## Rainha de Portugal

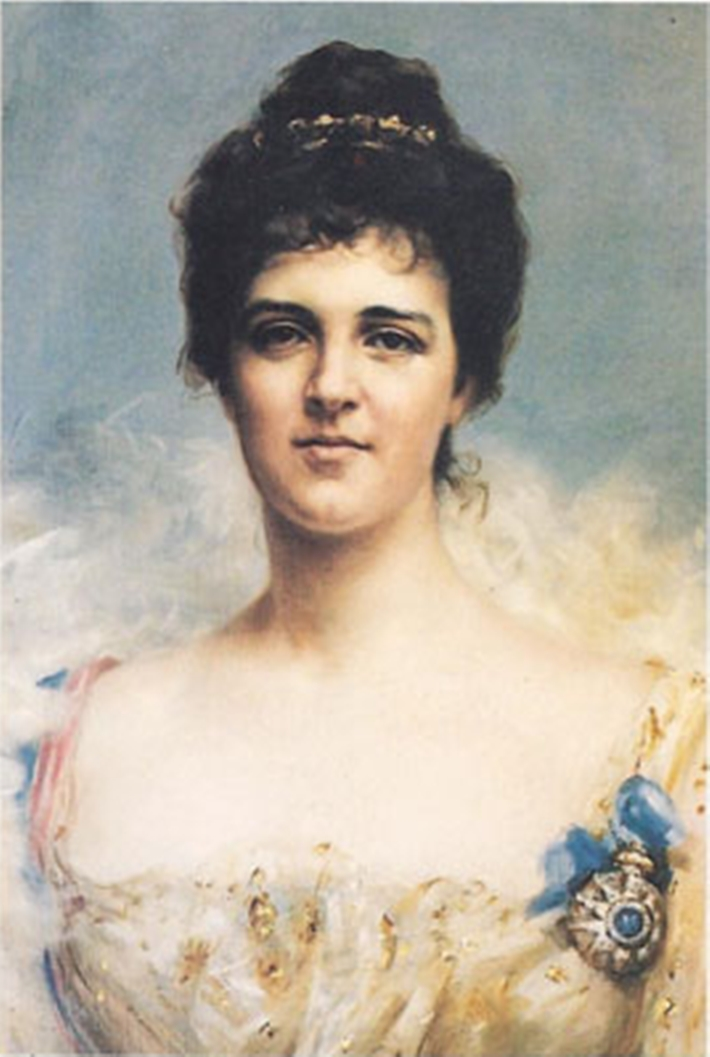
Amélia em 1897

É bem conhecida a sua difícil relação com a sogra, a rainha Maria Pia (esposa do rei D. Luís). No seu dizer, era uma mulher gastadora por natureza e não passava um dia sem arranjar uma ou várias ocasiões para esbanjar somas consideráveis sob o olhar de uma população espantada. Chegava ao cúmulo de pensar que o facto de se vestir com vestidos caros dava uma imagem da grandeza e da riqueza do Estado! Além disso, como qualquer senhora que sente os efeitos da idade, mantinha afastadas da Corte jovens bonitas, rodeando-se de damas idosas e «camafeus» incapazes de tentar marinheiros condenados a vários meses de abstinência.
Em outubro de 1889, com a morte do sogro, Amélia, então com apenas vinte e quatro anos, tornou-se rainha de Portugal. Em novembro, nasceu o seu filho Manuel. Contudo, o reinado de seu marido, D. Carlos, enfrentava crises políticas, tais como o ultimato britânico de 1890, e a insatisfação popular. Em janeiro de 1891, no Porto, houve uma pequena rebelião republicana, mas foi sufocada.

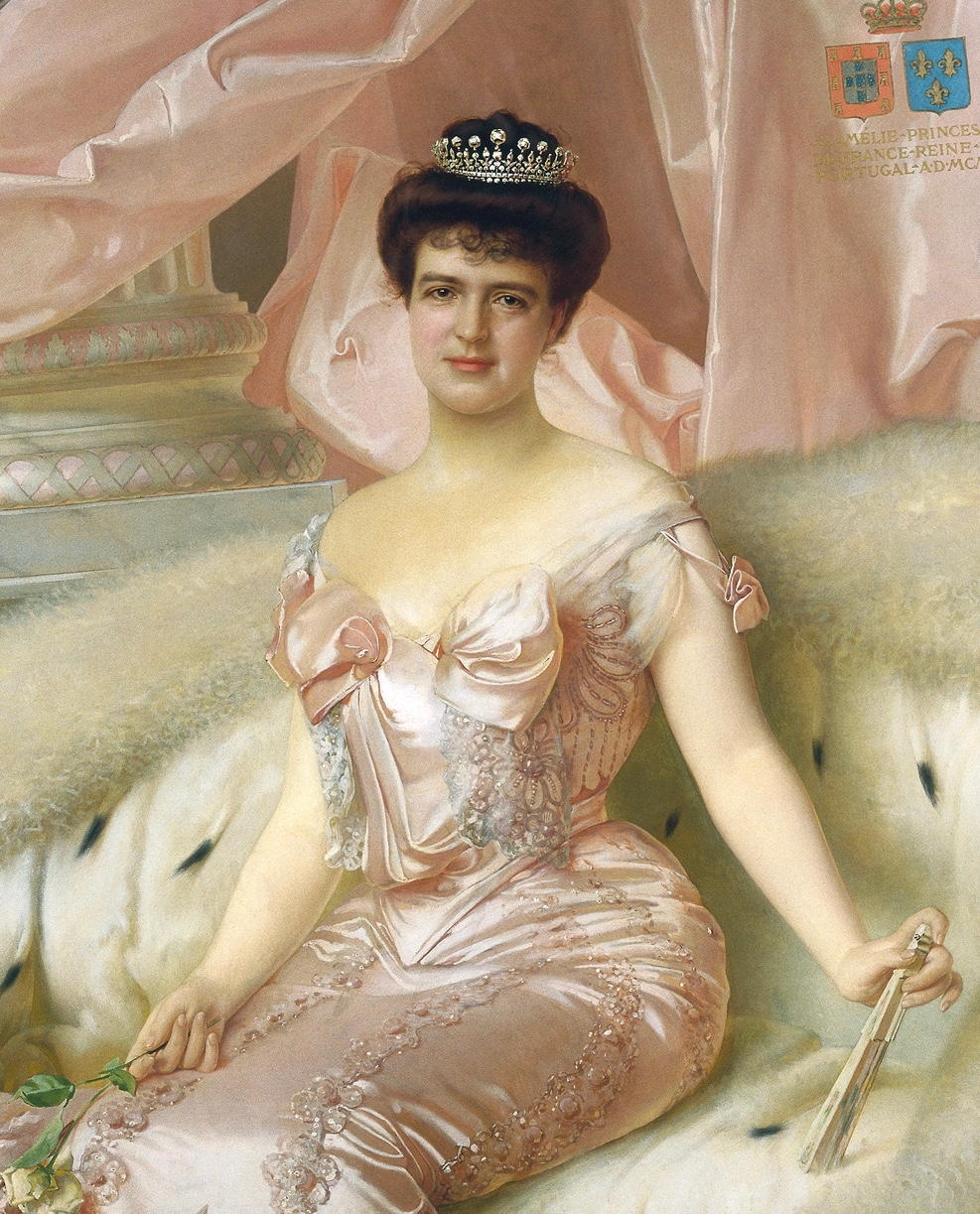
Retrato da Rainha D. Amélia
Vittorio Matteo Corcos, 1905, Museu Nacional dos Coches

Como rainha, porém, Amélia desempenhou um papel muito importante. Com sua elegância e caráter culto, influenciou a corte portuguesa. Interessada pela erradicação dos males da época, como a pobreza e a tuberculose, fundou dispensários, sanatórios, lactários populares, cozinhas económicas e creches, demonstrando assim o seu interesse pelo bem-estar da população portuguesa. Todavia, suas obras mais conhecidas são as fundações do Instituto de Socorros a Náufragos (em 1892); do Museu dos Coches Reais (1905); do Instituto Pasteur em Portugal (Instituto Câmara Pestana); e da Assistência Nacional aos Tuberculosos.
Segundo o picador-mor da Casa Real José Maria Pires da Silva (1845-1943), as flores amarelas chamadas "azedas", de que Dona Amélia gostava bastante e que hoje proliferam na região de Lisboa, vieram originalmente da África do Sul para o seu Jardim da Ajuda.
Como mãe, a rainha soube dar uma excelente educação aos seus dois filhos, alargando-lhes os horizontes culturais com uma viagem pelo Mediterrâneo, a bordo do iate real Amélia, mostrando-lhes as antigas civilizações romana, grega e egípcia.

### O Regicídio
Quando a família real regressava de Vila Viçosa, em 1 de Fevereiro de 1908, o rei D. Carlos e o seu filho e príncipe herdeiro, D. Luís Filipe, foram assassinados no Terreiro do Paço. A sua reacção, no momento do regicídio foi brandir o ramo de flores que trazia na mão e gritar com um dos regicidas para que recuasse, imagem que fez capas de jornais em toda a Europa.
O regicídio de 1908 lançou-a num profundo desgosto, do qual D. Amélia jamais se recuperou totalmente. Retirou-se então para o Palácio da Pena, em Sintra, não deixando, porém, de procurar apoiar, por todos os meios, o seu jovem filho, o rei D. Manuel II, no período em que se assistiu ao degradar das instituições monárquicas.
Na madrugada de 4 para 5 de Outubro de 1910, D. Amélia estava na Pena, em Sintra, quando foi arrancada ao sono por uma galopada diabólica. A família real estava disseminada pelos arredores de Lisboa: a rainha Maria Pia no Estoril, D. Manuel II no Palácio das Necessidades e D. Afonso (irmão de D. Carlos) em Cascais. O cavaleiro era o chefe da Casa Militar que a informou da revolução e do desenrolar dos acontecimentos: a implantação da República estava iminente. No dia seguinte, partiram em direcção ao exílio, perante o olhar de pescadores e camponeses que assistiam do alto da falésia, na praia da Ericeira.

## Últimos anos e morte

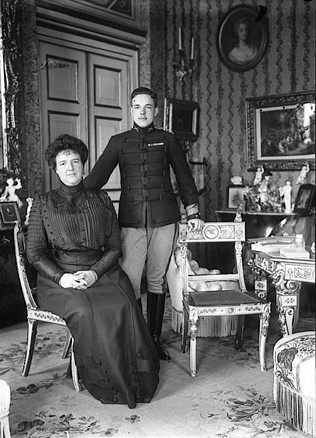
D. Amélia com o filho, o rei Manuel II, em 1910

Após a implantação da República Portuguesa, em 5 de outubro de 1910, Amélia seguiu o caminho do exílio com o resto da família real portuguesa para Londres, Inglaterra. Depois do casamento de D. Manuel II, com Augusta Vitória de Hohenzollern-Sigmaringen, a rainha passou a residir em Château de Bellevue, perto de Versalhes, em França que comprou em 1921 e onde conheceu a sua vizinha, Lady Renée Meyer-Baudouin De Montalivet, que se tornaria uma grande amiga e fiel confidente durante os 30 anos de exílio e até à sua morte.
Em 1932, D. Manuel II morreu inesperadamente em Twickenham, no mesmo subúrbio londrino onde a sua mãe tinha nascido.
Durante a Primeira Guerra Mundial trabalhou na Cruz Vermelha, o que lhe valeu uma condecoração pelo rei Jorge V do Reino Unido. Em 1940, os soldados alemães ocuparam a sua casa. Salazar, pediu que o palácio fosse considerado território português e convidou-a a refugiar-se em Portugal. D. Amélia respondeu «Na minha desgraça, a França acolheu-me, não a abandonarei na desgraça dela».
Em 1938, deu uma entrevista a um jornalista do jornal "O Século", Leitão de Barros, onde falou sobre a sua vida em Portugal.

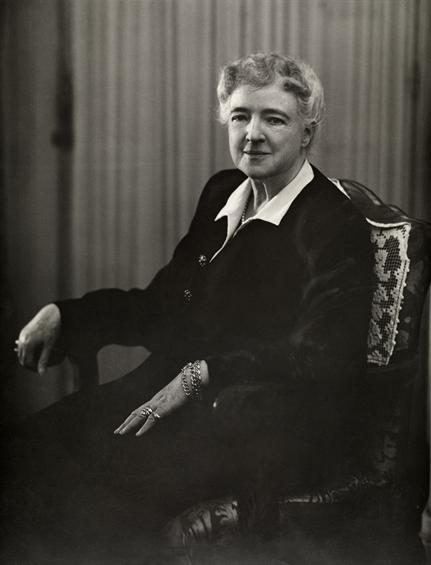
D. Amélia, fotografada em 1945 por San Payo

Em 1945, D. Amélia visitou Portugal a convite de Salazar, 35 anos depois de partir para o exílio. A bordo do Sud-Express, recorda a viagem que fez há exactamente 59 anos quando veio para Portugal para se casar com D. Carlos, enquanto passa a mão pelo colar de 661 pérolas que o mesmo lhe havia oferecido: «Venho em busca de reconciliação com um país que me tirou mais do que me deu». À chegada a Lisboa, tem a preocupação de descer com o pé direito: «Amélia, não cometas o mesmo erro, desce agora com o pé direito». Descreve Salazar tal e qual como o imaginava: austero, rígido e nariz adunco, com gestos pensados e palavras medidas. Visitou o Palácio da Pena mas não foi capaz de regressar a Vila Viçosa nem à Igreja de S. Domingos, onde se casou. 
Em 1949 fez uma adenda ao seu testamento e deixou a totalidade dos bens que possuía em Portugal ao seu afilhado, Duarte Pio, a pedido de Salazar. Percebe que o seu fim está próximo mas tranquiliza-se porque sabe que Salazar a deixará repousar junto dos filhos e do seu marido. 
No dia 25 de outubro de 1951, a rainha D. Amélia faleceu na sua residência em Versalhes, aos oitenta e seis anos. Tinha sido atingida por um fatal ataque de uremia, morrendo às 9h35 da manhã. Entre suas últimas palavras encontrava-se a frase "Sofro tanto! Deus está comigo. Adeus. Levem-me para Portugal!". O corpo da rainha foi então trasladado pela fragata "Bartolomeu Dias" para junto do marido e dos filhos, no Panteão Real da Dinastia de Bragança, no Mosteiro de São Vicente de Fora. Esse foi o seu último desejo na hora da sua morte. O funeral teve honras de Estado e foi visto por grande parte do povo de Lisboa.

## Títulos, estilos, e honrarias

Brasão de D. Amélia (como dama da Ordem das Damas Nobres de Espanha)

### Títulos e estilos
- 28 de Setembro de 1865 – 22 de Maio de 1886: "Sua Alteza Real, a Princesa Amélia de Orleães"
- 22 de Maio de 1886 – 19 de Outubro de 1889: "Sua Alteza Real, a Princesa Real de Portugal, Duquesa de Bragança, etc."
- 19 de Outubro de 1889 – 1 de Fevereiro de 1908: "Sua Majestade Fidelíssima, a Rainha"

### Honrarias
Enquanto rainha de Portugal, D. Amélia foi Grã-Mestra das seguintes ordens:
- Ordem Real de Santa Isabel[11][12]
- Ordem de Nossa Senhora da Conceição de Vila Viçosa[13][14]
- Ordem de Cristo[15]

Honrarias estrangeiras:
- Dama da Ordem das Damas Nobres da Espanha
- Grande Dama de Honra e Devoção da Ordem Soberana e Militar de Malta
- Dama da Ordem da Cruz Estrelada[16]
- Grande Cruz da Ordem de Santa Catarina

Em 1892, Amélia recebeu a Rosa de Ouro do Papa Leão XIII.

## Descendência
- D. Luís Filipe, Príncipe Real de Portugal (1887-1908)
- D. Maria Ana de Bragança, Infanta de Portugal (1887)
- D. Manuel II, Rei de Portugal (1889-1932)